# Polymorphus swartzi
Polymorphus swartzi är en hakmaskart som beskrevs av Schmidt 1965. Polymorphus swartzi ingår i släktet Polymorphus och familjen Polymorphidae. Inga underarter finns listade i Catalogue of Life.